# جوهيون
شين جي وون ( هانغل : 신지원 ؛ ولدت في 14 أبريل 1996) ، والمعروفة باسمها الفني جوهيون (조현) ، هي مغنية ومغنية راب وممثلة وشخصية تلفزيونية كورية جنوبية تحت جي تي جاي إنترتيمنت. وهي عضوة في فرقة الفتيات بيري قوود ، بعد أن انضمت إلى الفرقة في ألبومهم المصغر الثاني Glory في عام 2016.

## روابط خارجية
- جوهيون على موقع IMDb (الإنجليزية)
- جوهيون على موقع ميوزك برينز (الإنجليزية)
- جوهيون على موقع ديسكوغز (الإنجليزية)
- جوهيون على موقع قاعدة بيانات الفيلم (الإنجليزية)